# Abraxas iochalca
Abraxas iochalca är en fjärilsart som beskrevs av Rayner 1909. Abraxas iochalca ingår i släktet Abraxas och familjen mätare. Inga underarter finns listade i Catalogue of Life.